# Monumento a Isabel la Católica y Cristóbal Colón
El Monumento a Isabel la Católica y Cristóbal Colón consiste en dos estatuas de bronce que representan a Isabel I de Castilla y a Cristóbal Colón. A lo largo del siglo XX, estas han estado ubicadas en diferentes lugares de la ciudad de Bogotá, la capital de Colombia. Desde 1988 se encuentran en la avenida El Dorado con la carrera 98.

## Historia

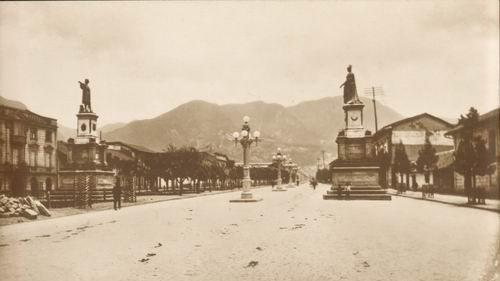
Las estatuas en la Avenida Colón.

El monumento fue elaborado para conmemorar el IV Centenario del Descubrimiento de América. El autor de las estatuas es el italiano Césare Sighinolfi. Este las modeló en yeso y las envió a Pistoya, donde fueron fundidas en bronce.
Las estatuas llegaron a Colombia en 1897 y estuvieron guardadas casi una década. Fueron inauguradas en 1906 durante el gobierno de Rafael Reyes en la avenida Colón (actual avenida Jiménez), entre las carreras 16 y 17. En 1938, fueron trasladadas a la zona de Puente Aranda y más tarde regresaron a la Avenida Colón, pero esta vez en el sector de Paiba.
En 1948 fueron trasladas de nuevo a un monumento diseñado por Manuel de Vengoechea en la avenida de las Américas, que se acababa de construir con motivo de la Novena Conferencia Panamericana.
El 8 de enero de 1981 fueron desmontadas y almacenadas en una bodega mientras se adelantaban una serie de obras viales. El 6 de julio de 1982 se colocaron junto al enlace viario El Pulpo en Puente Aranda.
Con motivo de los 450 años de la fundación española de la ciudad, el 31 de mayo de 1988 se inauguró el actual monumento en su emplazamiento de la avenida El Dorado con la carrera 97.
El 9 de junio de 2021 manifestantes de la comunidad indígena misak intentaron derribar la estatua de Colón en el marco de las protestas civiles de 2021. El 11 de junio esta fue retirada por orden de la Dirección de Patrimonio y Memoria del Ministerio de Cultura con el fin de protegerla y de iniciar el debate sobre su eventual reubicación.